# Ercan Karacayli

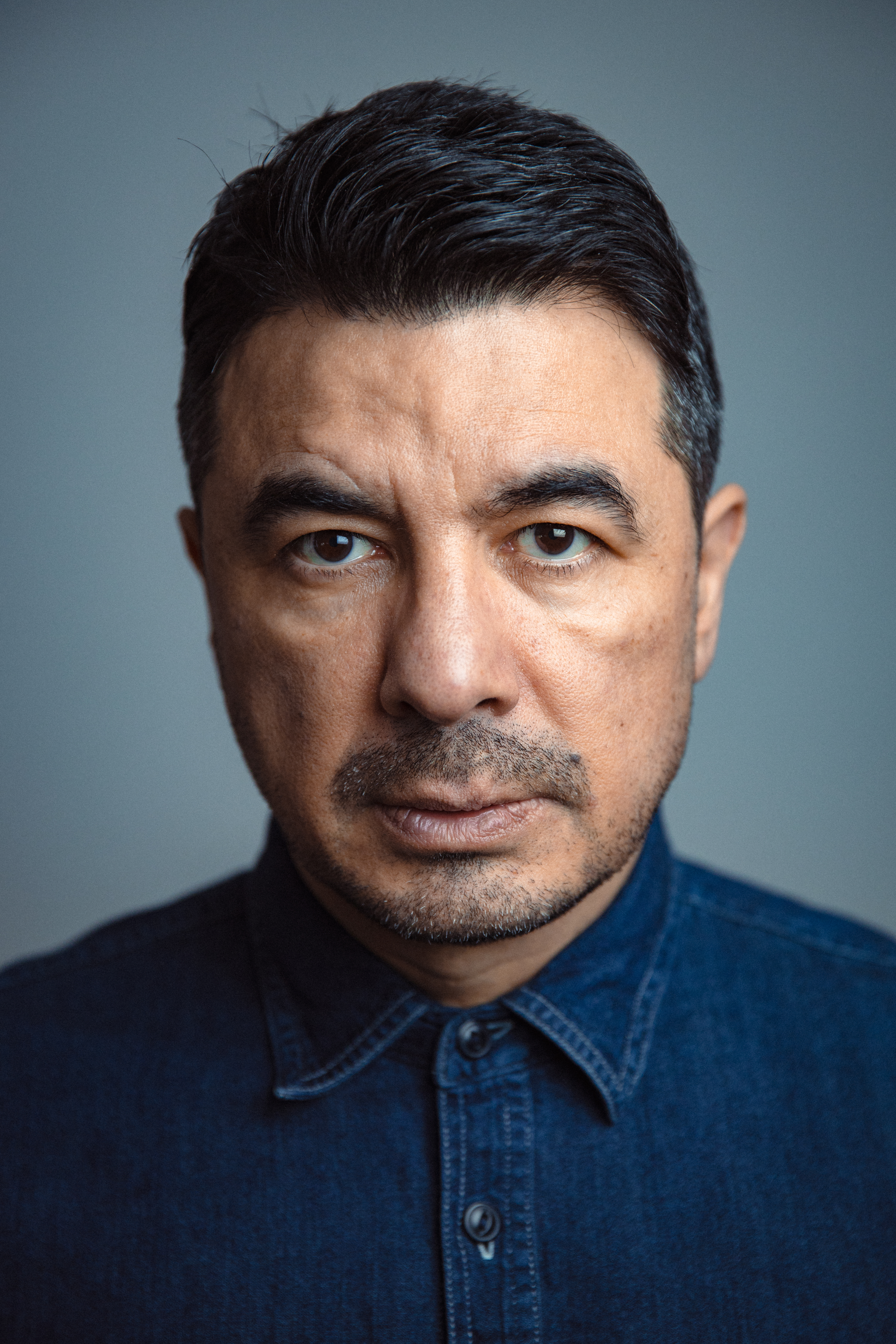
Ercan Karacayli (2021)

Ercan Karacayli (türkisch Ercan Karaçaylı; * 15. August 1967 in Istanbul, Türkei) ist ein deutsch-türkischer Schauspieler und Regisseur.

## Leben
Karacayli wuchs in Nürnberg auf. Er absolvierte von 1991 bis 1994 eine Schauspielausbildung an der Otto-Falckenberg-Schule in München.
Nach der Schauspielausbildung folgten Theaterengagements, zunächst in kleineren Rollen, unter anderem an den Münchner Kammerspielen, am Theater Erlangen und später am Ernst-Deutsch-Theater in Hamburg. 1995 und 1996 spielte er an der Schauburg in München in den Kinderstücken Bremer Wind und Die fürchterlichen Fünf. 1998 gründete er eine eigene Schauspielklasse, mit der er erste eigene Regiearbeiten realisierte.
Seit 2001 wirkte er als Schauspieler in mehreren Theaterproduktion in der Nürnberger Tafelhalle mit. 2001 spielte er bei einer Produktion des Theaters „Die Bühne“ in Nürnberg an der Seite von Kammersänger Richard Salter die Rolle des Famulus Fabius in dem Opernschauspiel Rembrandt. 2002 trat er am Stadttheater Luzern in einer Inszenierung der Tragödie Bluthochzeit von Federico García Lorca auf. Beim 4. Festival für neue Dramatik Stück für Stück zum Glück inszenierte er 2006 am Theater Halle 7 in München die Stücke Jeder seines Glückes Schmied und Im Park. Seit 2007 gehört er zum Leitungsteam des Theaters Halle 7. 2007 inszenierte er dort die Stücke Nicht in den Mund von Simona Sabato (mit Ariane Erdelt als Gabi) und auf dem 5. Festival für neue Dramatik das Theaterstück Bier für Frauen von Felicia Zeller. In der Spielzeit 2011/12 trat Karacayli am Stadttheater Fürth in dem Theaterstück Metzgerei Boggnsagg – Hirn reloaded auf; er übernahm darin die Rollen des Türken Mehmet und des Shopping-Mall-Managers Herr Limburger. Seit 2012 inszeniert er alljährlich am Torturmtheater Sommerhausen. 2013 hatte er mit seiner Inszenierung Benefiz von Ingrid Lausund Premiere am Metropoltheater München.
Seit Ende der 1990er Jahre war Karacayli auch in mehreren deutschsprachigen Fernsehproduktionen zu sehen. Er übernahm dabei mehrere durchgehende Serienrollen, Episodenrollen und Gastrollen.
Bekannt wurde Karacayli 2003 insbesondere durch seine Rolle des homosexuellen Charakters Bülent Erdogan in der ARD-Fernsehserie Marienhof, der sich in die Serienfigur Sülo verliebt, wobei er die erste schwule Kuss-Szene zwischen zwei türkischen Männern im deutschen Fernsehen spielte. Ab 2004 spielte er die Rolle des Ahmed in der Fernseh-Polizistenserie München 7 von Franz Xaver Bogner, die für den Bayerischen Rundfunk produziert wurde. 2008 spielte er den Polizisten Alexis in dem Fernsehfilm Griechische Küsse. 2009 und 2010 übernahm er an der Seite von Gisela Schneeberger und Jule Ronstedt die Rolle des attraktiven Bademeisters und Liebhabers Hakan in der ebenfalls vom Bayerischen Rundfunk produzierten und für den Grimme-Preis nominierten Fernsehserie Franzi. In dem Kinofilm Almanya – Willkommen in Deutschland (2011) spielte er eine der Hauptrollen.
Im Tatort: Die Sonne stirbt wie ein Tier (Erstausstrahlung: Januar 2015) hatte er eine Rolle als Rechtsanwalt Konstantin Yildiz. Im Tatort: Sturm (Erstausstrahlung: April 2017) spielte er Günsay, den Chef des Polizei-SEK. In der 6-teiligen, ab Mai 2017 im Bayerischen Fernsehen ausgestrahlten Fernsehserie Hindafing verkörperte er den türkischstämmigen Dorfpolizisten und alleinerziehenden Vater Erol Yildirim, der in die Geschehnisse rund um Korruption in einer fiktiven bayerischen Gemeinde verwickelt wird.
Der Kurzfilm Triumph des Schauspielers unter der Regie von Daniel Holzberg und mit Ercan Karacayli in der Hauptrolle wurde 2022 in der Kategorie „Live Action“ für die Yugo BAFTA Student Awards nominiert und lief international bei mehreren Filmfestivals. Ercan Karacayli wurde für seine Darstellung beim Wyoming International Film Festival und beim Rabat-Comedy International Film Festival als bester Schauspieler („Best Actor“) im Kurzfilm-Sektor ausgezeichnet.
Karacayli ist Vater eines Sohnes und lebt in München.

## Filmografie (Auswahl)
- 1997: Polizeiruf 110: Feuer! (Fernsehreihe)
- 1999: Die Kommissarin: Heiße Liebe (Fernsehserie, eine Folge)
- 2000: Küstenwache: Tödliche Hochzeit (Fernsehserie, eine Folge)
- 2000: Café Meineid: Die Anderen (Fernsehserie, eine Folge)
- 2001: Sinan Toprak ist der Unbestechliche: Tödliches Erbe (Fernsehserie, eine Folge)
- 2001: Tatort: Zielscheibe (Fernsehreihe)
- 2003: Marienhof (Fernsehserie, Serienrolle)
- 2004–2006: München 7 (Fernsehserie, Serienrolle)
- 2006: Bach und Bouzouki (Kurzfilm)
- 2006: Der Alte: Tod eines Mandanten (Fernsehserie, eine Folge)
- 2008: Griechische Küsse (Fernsehfilm)
- 2008: Ayla
- 2009–2010: Franzi (Fernsehserie, Serienrolle)
- 2011: Almanya – Willkommen in Deutschland
- 2011: Sommer in Orange
- 2011: Dreiviertelmond
- 2012: Brüder (Kurzfilm)
- 2012: Was machen Frauen morgens um halb vier? (Fernsehfilm)
- 2013: Hubert und Staller: Das Seeungeheuer (Fernsehserie, eine Folge)
- 2013: Die Speckners (Fernsehserie, 6 Folgen)
- seit 2014: München Mord (Fernsehreihe)
- 2014: Die unwahrscheinlichen Ereignisse im Leben von … (Fernsehserie)
- 2015: Tatort: Die Sonne stirbt wie ein Tier (Fernsehreihe)
- 2017: Tatort: Sturm (Fernsehreihe)
- 2017: Hindafing (Fernsehserie, Serienrolle)
- 2017: Unter Verdacht: Verlorene Sicherheit (2) (Fernsehreihe)
- 2018: You Are Wanted (Fernsehserie, Serienrolle)
- 2019: SOKO München: Verkaufte Liebe (Fernsehserie, eine Folge)
- 2019: Die Rosenheim-Cops: Ein Fall von Zauberei (Fernsehserie, eine Folge)
- 2019: Letzte Spur Berlin: Freigang (Fernsehserie, eine Folge)
- 2020: Breaking Even: Böhmen am Meer (Fernsehserie, eine Folge)
- 2021: Tatort: Macht der Familie (Fernsehreihe)
- 2021: SOKO Stuttgart: Falsche Tour (Fernsehserie, eine Folge)
- 2021: In aller Freundschaft – Die jungen Ärzte: Glückstag (Fernsehserie, eine Folge)
- 2022: Der Alte: Der Mondkönig (Fernsehserie, eine Folge)
- 2022: Und ihr schaut zu (Fernsehfilm)
- 2022: Zurück aufs Eis
- seit 2023: Der Bergdoktor (Fernsehserie)
- 2023: Tatort: Nichts als die Wahrheit (Fernsehreihe)
- 2023: Morin (Fernsehfilm)
- 2024: Der Staatsanwalt: Ein neues Leben (Fernsehserie, eine Folge)
- 2024: Ellbogen (Spielfilm)
- 2024: WaPo Bodensee: Engel lügen nicht (Fernsehserie, eine Folge)
- 2025: SOKO Stuttgart: Im Schatten der Macht (Fernsehserie, eine Folge)

## Hörspiele und Features
- 2021: Saal 101, 12-stündiges Dokumentarhörspiel zum NSU-Prozess – Regie: Ulrich Lampen. Bayerischer Rundfunk für die ARD und DLF 2015/2021.[18]